# AA Водолея
AA Водолея (лат. AA Aquarii) — одиночная переменная звезда в созвездии Водолея на расстоянии (вычисленном из значения параллакса) приблизительно 8849 световых лет (около 2713 парсеков) от Солнца. Видимая звёздная величина звезды — от +13,4m до +12,26m.

## Характеристики
AA Водолея — жёлто-белая пульсирующая переменная звезда типа RR Лиры (RRAB) спектрального класса F. Эффективная температура — около 6734 К.